# Danilo Hondo
Danilo Hondo (Cottbus, 4 de janeiro de 1974) é um desportista alemão que competiu no ciclismo na modalidade de rota; ainda que também disputou corridas de pista, na prova de perseguição por equipas.
Ganhou duas medalhas no Campeonato Mundial de Ciclismo em Pista, ouro em 1994 e bronze em 1996.
Em estrada seu maio sucesso é a vitória em duas etapas do Giro d'Italia de 2001.

## Biografia
Danilo foi profissional desde 1997 da mão da equipa de Agro-Adler, e conta em sua palmarés com umas sessenta vitórias.
Em 2005 foi suspenso depois de dar positivo por carfedón na Volta a Múrcia. Originalmente foi suspenso por dois anos, mas reduziu-se a um ano em junho de 2005. Em janeiro de 2006, Hondo apelou a sanção ante o Tribunal de Arbitragem do Desporto, ganhando seu caso num tribunal civil, ainda que a UCI desestimou esta falha e fez efetiva a sanção de dois anos.
Em 2010 alinhou pelo Lampre, de categoria UCI ProTour. O seu bom início de temporada serviu-lhe para renovar por mais duas temporadas. A 1 de outubro de 2014 anunciou a sua retirada do ciclismo depois de 19 temporadas como profissional e com 40 anos de idade.

## Medalheiro internacional
| Campeonato Mundial | Campeonato Mundial        | Campeonato Mundial | Campeonato Mundial      |
| Ano                | Lugar                     | Medalha            | Competição              |
| ------------------ | ------------------------- | ------------------ | ----------------------- |
| 1994               | Palermo ( Itália)         | Medalha de ouro    | Perseguição por equipas |
| 1996               | Manchester ( Reino Unido) | Medalha de bronze  | Perseguição por equipas |

## Palmarés
| - 1998 - 1 etapa da Volta a Chile - 1 etapa da Corrida da Paz - 5 etapas do Sachsen-Tour - 1999 - 3 etapas da Corrida da Paz - 2000 - 2 etapas da Corrida da Paz - GP Buchholz - 2001 - 1 etapa dos Três dias da Panne - Tour de Berna - 2 etapas do Giro d'Italia - 1 etapa da Volta à Dinamarca - 1 etapa da Volta aos Países Baixos - 2002 - 1 etapa da Volta à Catalunha - Campeonato da Alemanha em Estrada - 1 etapa do Tour de Hesse - 1 etapa do Tour de Rhénanie-Palatinat - 2003 - 2 etapas da Corrida da Paz - 2004 - 1 etapa dos Três dias da Panne - 4 etapas da Volta à Baixa Saxónia - 1 etapa dos Quatro Dias de Dunquerque - 1 etapa da Volta à Catalunha - Grande Prêmio Bruno Beghelli - GP Buchholz | - 2005 - 2 etapas da Volta a Múrcia - 2006 - Circuit de l'Escaut - 2 etapas da Corrida da Paz - Neuseen Classics - 2 etapas do Circuito Montanhês - 1 etapa do Sachsen-Tour - 1 etapa do Regio-Tour - 2008 - 1 etapa do Tour de Langkawi - 2009 - 1 etapa da Corrida da Solidariedade e dos Campeões Olímpicos - 1 etapa da Volta a Portugal - Praga-Karlovy Vary-Praga - 2010 - 1 etapa do Giro di Sardegna |

## Resultados em Grandes Voltas e Campeonatos do Mundo
| Corrida            | Corrida            | 1997 | 1998 | 1999 | 2000 | 2001 | 2002  | 2003 | 2004  | 2005 | 2006 | 2007 | 2008  | 2009 | 2010  | 2011  | 2012 | 2013 | 2014  |
| ------------------ | ------------------ | ---- | ---- | ---- | ---- | ---- | ----- | ---- | ----- | ---- | ---- | ---- | ----- | ---- | ----- | ----- | ---- | ---- | ----- |
|                    | Giro d'Italia      | —    | —    | —    | —    | 91.º | Ab.   | —    | —     | —    | —    | —    | 104.º | —    | Ab.   | Ab.   | —    | 96.º | 114.º |
|                    | Tour de France     | —    | —    | —    | —    | —    | 104.º | —    | 106.º | —    | —    | —    | —     | —    | 135.º | 109.º | 86.º | —    | —     |
|                    | Volta a Espanha    | —    | —    | 90.º | Ab.  | 93.º | —     | —    | —     | —    | —    | —    | —     | —    | 108.º | —     | —    | —    | —     |
| Mundial em Estrada | Mundial em Estrada | —    | Ab.  | Ab.  | —    | Ab.  | 20.º  | —    | 14.º  | —    | —    | —    | —     | —    | 82.º  | 75.º  | —    | —    | —     |

—: não participa
Ab.: abandono

## Equipas
- - Agro-Adler-Brandenburg (1997-1998)
  - Team Telekom (1999-2003)
  - Team Deutsche Telekom (1999-2001)
  - Team Telekom (2002-2003)
  - Gerolsteiner (2004-2005)[7]
  - Team Lamonta (2006)[8]
  - Tinkoff Credit Systems (2007)
  - Serramenti PVC Diquigiovanni-Androni Giocattoli (2008)
  - PSK Whirlpool-Author (2009)[9]
  - Lampre (2010-2012)
  - Lampre-Farnese Vini (2010)
  - Lampre-ISD (2011-2012)
  - RadioShack/Trek (2013-2014)
  - RadioShack Leopard (2013)
  - Trek Factory Racing (2014)